# Faces (mixtape)
Faces è l'undicesimo mixtape del rapper statunitense Mac Miller, pubblicato indipendentemente l'11 maggio 2014. Il 15 ottobre 2021, Faces è stato distribuito commercialmente per la prima volta sulle piattaforme streaming e in vinile attraverso la Warner Records.

## Antefatti
Faces è stato pubblicato su SoundCloud nel 2014 come sequel al secondo album in studio di Miller Watching Movies with the Sound Off, pubblicato nel 2013 e considerato la magnum opus del rapper per il suo approccio personale al progetto e la sua esplorazione di diversi temi come la tossicodipendenza e la depressione. Faces è stato accolto positivamente dalla critica, ma non è stato pubblicato sulle piattaforme di streaming a causa di problemi con l'autorizzazione per l'utilizzo di alcuni campionamenti ed estratti da film, presenti in diversi punti del progetto.
Il 15 settembre 2021, il team di Mac Miller ha annunciato che il 15 ottobre 2021 il mixtape sarebbe stato reso disponibile sulle piattaforme di streaming e in vinile per la prima volta. L'annuncio è stato accompagnato dal rilascio di un video musicale diretto da Sam Manson per la traccia del mixtape Colors and Shapes. Faces è stato finalmente pubblicato il 22 ottobre successivo, accompagnato dall'inclusione di una traccia bonus intitolata Yeah.

## Descrizione
La produzione esecutiva del mixtape è stata curata da Mac Miller stesso sotto lo pseudonimo Larry Fisherman, nome sotto il quale si è anche occupato della co-produzione di gran parte dei brani del progetto; tra gli altri produttori che hanno lavorato a Faces compaiono anche Earl Sweatshirt, che ha prodotto due brani sotto il suo pseudonimo da produttore RandomBlackDude, e gli ID Labs, anch'essi con due crediti di produzione, oltre a Thundercat, DrewByrd, Rahki, Big Jerm e 9th Wonder, che hanno prodotto ognuno una traccia del mixtape. Il mixtape contiene le collaborazioni di Schoolboy Q, Sir Michael Rocks, Earl Sweatshirt (presente in due brani), Rick Ross, Mike Jones, Vince Staples e Dash.
Faces contiene vari campionamenti di dialoghi ed estratti da film, tra i quali un dialogo di Charles Bukowski in Wedding, uno di Hunter S. Thompson all'inizio di Funeral e uno di Bill Murray estratto della commedia del 1979 Polpette, incluso all'inizio della traccia It Just Doesn't Matter. Questi campionamenti erano tra le ragioni per cui Faces non era stato rilasciato sui servizi di streaming fino al 2021 nonostante la forte domanda del pubblico; alcuni di questi sono stati rimossi per la pubblicazione ufficiale.

## Accoglienza
| Recensione | Giudizio |
| ---------- | -------- |
| HipHopDX   |          |
| Pitchfork  | 7.3/10   |

Faces è stato accolto con recensioni positive al momento della pubblicazione e apprezzato dai critici per i suoi temi e per la sua esplorazione della psicosi, della tossicodipendenza e della mortalità.
È stato riconosciuto da Stereogum come il miglior mixtape pubblicato durante la settimana del 14 maggio 2014 ed è stato considerato da Rolling Stone come il diciottesimo miglior progetto rap del 2014.

## Tracce
1. Inside Outside – 1:55 (Malcolm McCormick, Stephen Bruner, Wilton Felder)
2. Here We Go – 2:48 (McCormick, Andrew Kim, Thom Bell, William Hart)
3. Friends (feat. Schoolboy Q) – 6:38 (McCormick, Quincy Hanley, Miles Davis)
4. Angel Dust – 3:43 (McCormick, Josh Berg, Thad Jones)
5. Malibu – 3:31 (McCormick)
6. What Do You Do (feat. Sir Michael Rocks) – 3:50 (McCormick, Antoine Reed)
7. It Just Doesn't Matter – 3:37 (McCormick, Eric Dan, Brent Reynolds, Karl Jenkins)
8. Therapy – 4:10 (McCormick, Dan, Jeremy Kulousek, Jacques Burvick)
9. Polo Jeans (feat. Earl Sweatshirt) – 3:42 (McCormick, Thebe Kgositsile)
10. Happy Birthday – 2:53 (McCormick, Columbus Smith III)
11. Wedding – 4:10 (McCormick, Axel Morgan, Joshua Higginbotham)
12. Funeral – 3:44 (McCormick, Dan)
13. Diablo – 3:18 (McCormick, Berg, Duke Ellington, Irving Mills, Manny Kurtz)
14. Ave Maria – 2:56 (McCormick)
15. 55 – 0:53 (McCormick, Bruner, Dylan Rectenwald)
16. San Francisco – 2:44 (McCormick, Raymond Scott, James Henson)
17. Colors and Shapes – 5:31 (McCormick, Bruner)
18. Insomniak (feat. Rick Ross) – 4:06 (McCormick, Dan, Kulousek, William Roberts II, Rashod Odom, Michael Archer, Raphael Saadiq, Alain Goraguer)
19. Uber (feat. Mike Jones) – 4:31 (McCormick, Michael Jones)
20. Rain (feat. Vince Staples) – 2:34 (McCormick, Vincent Staples, Patrick Douthit, Jorge Barreiro)
21. Apparition – 2:38 (McCormick, Berg)
22. Thumbalina – 3:06 (McCormick, Berg, Adam Horovitz, Adam Yauch, Michael Diamond, Rick Rubin, Howard Scott, Leroy Jordan, Sylvester Allen, Gerald Goldstein, Harold Brown, Morris Dickerson, Charles Miller, Lee Oskar)
23. New Faces v2 (feat. Earl Sweatshirt & Dash) – 5:31 (McCormick, Kgositsile, Darien Dash)
24. Gran Finale – 3:36 (McCormick)
25. Yeah – 5:04 (McCormick, Dacoury Natche, Adam Feeney)

Note
- Inside Outside contiene vocali aggiuntivi di Josh Berg.
- Here We Go contiene vocali aggiuntivi di Stacey Dash.
- Friends contiene vocali aggiuntivi di Jimmy Murton e Dylan Reynolds.
- Therapy contiene vocali aggiuntivi di Syd e Tay Walker.
- Polo Jeans contiene vocali aggiuntivi di Ab-Soul e Josh Berg.
- New Faces v2 contiene vocali aggiuntivi di Ab-Soul.

Campionamenti
- Inside Outside contiene un campionamento di My Lady dei The Crusaders.
- Here We Go contiene un campionamento di My New Love dei The Delfonics.
- Friends contiene un campionamento di The Ghetto Walk di Miles Davis.
- Angel Dust contiene un campionamento di A Child Is Born di Thad Jones.
- It Just Doesn't Matter contiene un campionamento di un dialogo di Bill Murray estratto dal film del 1979 Polpette.
- Therapy contiene un campionamento di Yesterday (It Was So Nice Today) degli Aquarian Dream.
- Diablo contiene un campionamento di In a Sentimental Mood di Duke Ellington.
- San Francisco contiene un campionamento di Limbo: The Organized Mind di Raymond Scott e Tim Henson.
- Colors and Shapes contiene un campionamento di un discorso di Timothy Leary estratto dal documentario del 1966 How to Go Out of Your Mind: The LSD Crisis.
- Insomniak contiene un campionamento di Untitled (How Does It Feel) di D'Angelo e Raphael Saadiq.
- Rain contiene un campionamento di Giovinda di Jorge Barreiro.
- Thumbalina contiene un campionamento di Slow Ride dei Beastie Boys.

## Successo commerciale
Dopo il suo rilascio commerciale a ottobre del 2021, Faces ha debuttato alla terza posizione della Billboard 200, diventando il settimo album di Miller a debuttare tra le prime dieci posizione della classifiche. Nella sua prima settimana di disponibilità il progetto ha venduto 67 000 copie della quali 34 000 erano copie fisiche. Le sue 32 000 copie in vinile vendute nella prima settimana hanno stabilito un record per un album rap da quando MRC Data ha iniziato a monitorare le vendite nel 1991.

## Classifiche
| Classifiche (2021) | Posizione massima |
| ------------------ | ----------------- |
| Australia          | 16                |
| Austria            | 47                |
| Belgio (Fiandre)   | 33                |
| Belgio (Vallonia)  | 105               |
| Canada             | 5                 |
| Francia            | 145               |
| Germania           | 30                |
| Irlanda            | 84                |
| Lituania           | 40                |
| Norvegia           | 30                |
| Nuova Zelanda      | 17                |
| Paesi Bassi        | 17                |
| Regno Unito        | 66                |
| Scozia             | 36                |
| Stati Uniti        | 3                 |
| Svizzera           | 34                |